# Radkowice (powiat starachowicki)
Radkowice – wieś w Polsce, położona w województwie świętokrzyskim, w powiecie starachowickim, w gminie Pawłów.
Do 1954 roku siedziba gminy Rzepin. W latach 1975–1998 miejscowość należała administracyjnie do województwa kieleckiego.
Miejscowość jest siedzibą parafii Matki Bożej Częstochowskiej. W strukturze kościoła rzymskokatolickiego parafia należy do metropolii krakowskiej, diecezji kieleckiej, dekanatu bodzentyńskiego.
Przez wieś przechodzi  zielony szlak turystyczny ze Starachowic do Łącznej oraz  czerwony szlak rowerowy do Starachowic.

## Części wsi
| SIMC    | Nazwa       | Rodzaj    |
| ------- | ----------- | --------- |
| 0260729 | Podborze    | część wsi |
| 0260735 | Podosiny    | część wsi |
| 0260741 | Podświślina | część wsi |
| 0260758 | Stara Wieś  | część wsi |
| 0260764 | Strona      | część wsi |

## Historia
W XV wieku Radkowice w parafii Świętomarz, były własnością biskupów krakowskich, posiadały 7 łanów kmiecych oraz karczmę z rolą, z których płacono dziesięcinę snopową i konopną, wartości 10 grzywien (Długosz L.B. t.II, s.463).
Radkowice w wieku XIX stanowiły wieś z folwarkiem w powiecie iłżeckim, gminie Rzepin, parafii Świętomarz, odległa od Iłży 28 wiorst, wieś jest siedzibą gminny Rzepin.

W 1882 było tu 71 domów i 432 mieszkańców., 275 mórg ziemi dworskiej, 766 ziemi włościańskiej. Obszar dworski stanowił w roku 1882 majorat rządowy.
Według spisu miast, wsi, osad Królestwa Polskiego z 1827 roku w radkowicach było 41 domów i 238 mieszkańców
II wojna światowa
W sierpniu 1944 roku znajdowało się tu dowództwo oddziałów AL Obwodu Kieleckiego. 6 X 1944 roku oddziały Armii Ludowej, przybyłe do Lasów Siekierzyńskich po bitwie pod Gruszką, stoczyły tu zwycięskie starcie z wojskami niemieckimi - ostatnią z dużych bitew AL na Kielecczyźnie.

## Związani z Radkowicami
Wanda Pomianowska (1919-2003), filolog, badaczka literatury ludowej i folkloru, do 1981 r. docent Wyższej Szkoły Pedagogicznej w Kielcach, działaczka samorządowa. Jej ojciec, Gustaw Pomianowski, pochodził z zubożałej rodziny ziemiańskiej, przed wojną pracował jako wizytator szkół rolniczych województwa kieleckiego. Z jego inicjatywy powstał obecny budynek szkolny w Radkowicach, była to pierwsza szkoła województwa kieleckiego wybudowana w czynie społecznym.

## Zabytki
- Drewniany kościół pw. Matki Boskiej Częstochowskiej, wzniesiony w Miedzierzy w 1621 r. z fundacji Stanisława Przerębskiego, starosty opoczyńskiego i radoszyckiego. W latach 1958–1962 kościół został rozebrany, a następnie ponownie zmontowany we wsi Radkowice. Wpisany do rejestru zabytków nieruchomych (nr rej.: A.813 z 25.09.1947, z 2.10.1956 i z 23.06.1967)[9].
- Chałupa nr 53 z końca XIX w. (nr rej.: 989 z 7.05.1979)[9].
- Dawny dworek i budynek gospodarczy z 2 połowy XIX w. Resztówkę podworską, pozostałą po parcelacji majątku, nabyła w 1924 rodzina Pomianowskich.